# Thorsten Svensson
Thorsten Svensson (Partille, 8 ottobre 1901 – 29 giugno 1954) è stato un calciatore svedese, di ruolo attaccante.

## Carriera

### Club
Giocò sempre il campionato svedese.

### Nazionale
Con la sua Nazionale partecipò ai Giochi olimpici del 1924, nei quali conquistò la medaglia di bronzo.